# استفتاء اجتماعي
الاستفتاء الاجتماعي: (بالإنجليزية: Social investigation)‏، وتستخدم هذه الطريقة للوصول إلى حقائق علمية عن الظواهر الاجتماعية، كما يمكن استخدامها في النواحي الاقتصادية، وقد ظهرت بين 1830 و1884 للميلاد.
وتعتمد طريقة الاستفتاء الاجتماعي على عمل قوائم أسئلة، وتوزيعها على عدد كبير من الأفراد ومن ثم جمع النتائج وتحليلها.